# Michele Gallo
Michele Gallo (ur. 18 maja 2001) – włoski szablista, brązowy medalista mistrzostw świata.
Podczas mistrzostw świata w Kairze w 2022 roku Włosi w składzie: Luca Curatoli, Michele Gallo, Luigi Samele i Pietro Torre zdobyli brązowy medal w zawodach drużynowych. Na rozgrywanych rok później mistrzostwach świata w Mediolanie był piąty w turnieju indywidualnym.
Ponadto wywalczył srebrny medal drużynowo na igrzyskach europejskich w Krakowie w 2023 roku.